# لیدیا هاوریشتیوک
لیدیا هاوریشتیوک (انگلیسی: Lidia Havriștiuc؛ زادهٔ ۲۷ مارس ۱۹۹۱) بازیکن فوتبال اهل رومانی است.
وی همچنین در تیم ملی فوتبال زنان رومانی بازی کرده‌است.